# Đại học Mustansiriya

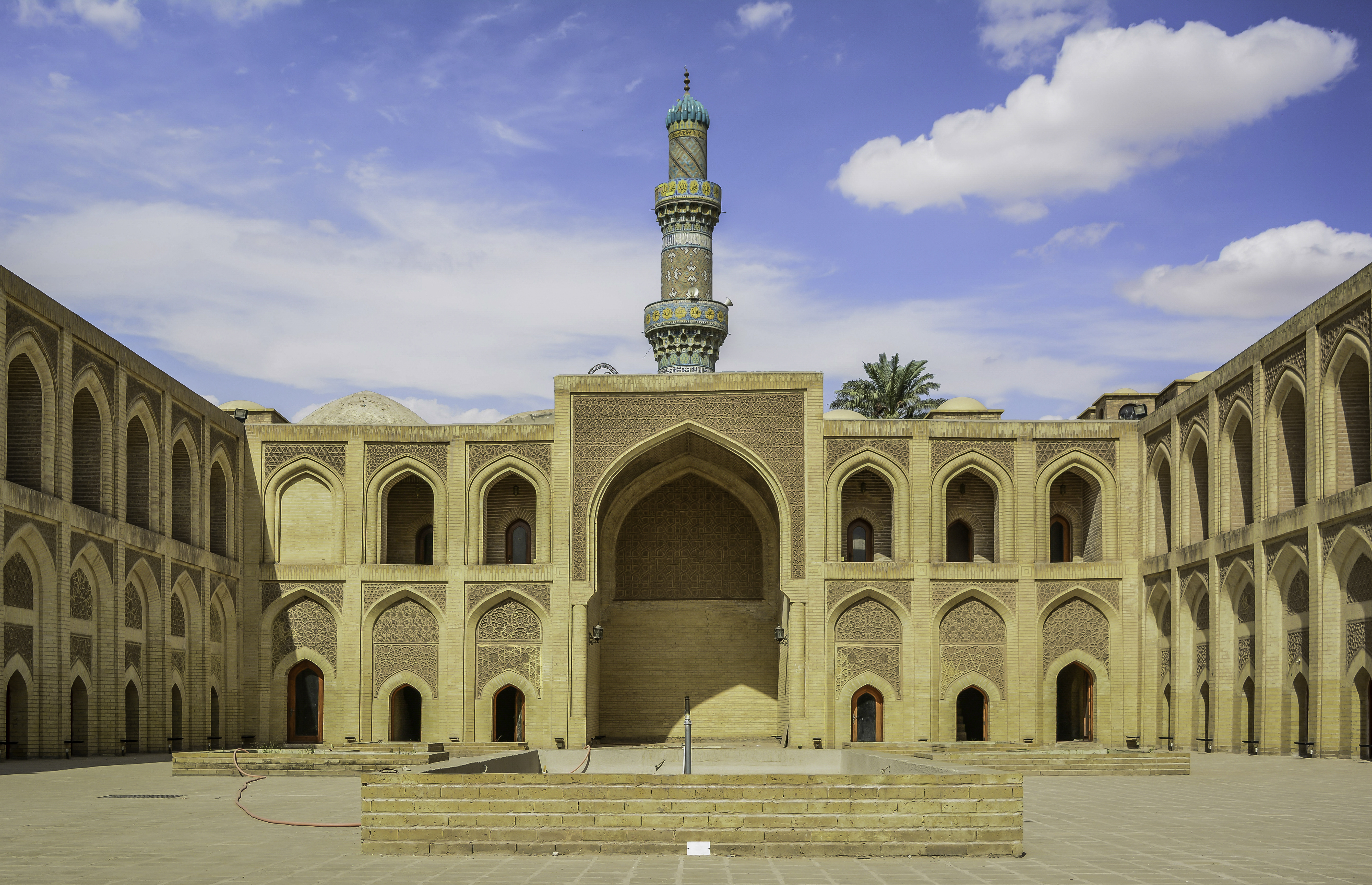

Đại học Mustansiriya là một trong những trường đại học Hồi Giáo cổ nhất thế giới, được thành lập năm 1233 bởi Caliph của Abbasid al-Mustansir. Trường này bị sáp nhập vào Đại học Baghdad năm 1962. Trường chuyên về văn học và pháp luật.

## Cuộc xâm lược Iraq năm 2003
Ngày 26 tháng 1 năm 2007, một người phụ nữ tự sát bằng bom đã mang một túi đựng bom và cho nổ tại trường đại học, giết chết ít nhất 41 người, phần lớn là sinh viên tại trường kinh doanh. Trước đó ngày 16 tháng 1 năm 2007 hai quả bom nổ tại trường này cũng giết chết ít nhất 70 người và làm bị thương ít nhất 169 người.
Hai tuần sau vụ đánh bom, các lực lượng quân Hoa Kỳ đã cố oanh tạc trường đại học này nhưng đã bị một cuộc phản đối của sinh viên chặn lại.

## Cựu sinh viên nổi tiếng
- Rahim AlHaj, oud player and composer